# Getapulien
Getapulien este o arie protejată (sit de importanță comunitară — SCI, arie de protecție specială avifaunistică — SPA) din Suedia întinsă pe o suprafață de 1.016,7 ha, integral pe uscat.

## Localizare
Centrul sitului Getapulien este situat la coordonatele 59°42′01″N 15°28′44″E / 59.70035°N 15.478925°E.

## Înființare
Situl Getapulien a fost declarat arie de protecție specială avifaunistică în septembrie 2021 pentru a proteja 12 specii de animale. Situl a fost protejat și ca sit de importanță comunitară în septembrie 2021.

## Biodiversitate
Situată în ecoregiunea boreală, aria protejată conține 4 habitate naturale: Mlaștini turboase de tranziție și turbării mișcătoare, Păduri de conifere pe eskere fluvioglaciare sau legate la acestea, Taiga vestică, Turbării active.
La baza desemnării sitului se află mai multe specii protejate de  păsări (12): minunița (Aegolius funereus), cocoșul de mesteacăn (Bonasa bonasia), caprimulg (Caprimulgus europaeus), ciocănitoare neagră (Dryocopus martius), ciuvică (Glaucidium passerinum), cocor (Grus grus), ciocârlie de pădure (Lullula arborea), vultur pescar (Pandion haliaetus), ploier auriu (Pluvialis apricaria), cocoșul de mesteacăn (Tetrao tetrix tetrix),  cocoș de munte (Tetrao urogallus), fluierar de mlaștină (Tringa glareola).